# Program evaluation and review technique
Die Program Evaluation and Review Technique (PERT; englisch; deutsch Ereignis-Knoten-Darstellung genannt) ist eine ereignisorientierte Netzplantechnik.

## Geschichte
Entwickelt wurde die Technik 1958 im Rahmen des Polaris-Projektes. Die besondere Schwierigkeit des Polaris-Projektes bestand darin, dass sowohl Forschung und Entwicklung als auch die Fertigung der Komponenten, die vorher noch nie hergestellt wurden, an Zulieferfirmen vergeben werden mussten. Weder Kosten noch Zeitbedarf konnten auch nur annähernd exakt geschätzt werden. Die Endtermine konnten also nur auf Wahrscheinlichkeit aufgebaut sein. Jeder Lieferant wurde deshalb gebeten, den Zeitbedarf zu schätzen. Es wird geschätzt, dass durch PERT die Polaris-Rakete zwei Jahre und somit 45 % früher fertiggestellt werden konnte. Ein verwandtes Verfahren stellt die Graphical Evaluation and Review Technique (GERT) dar, mit deren Hilfe stochastische Ausführungswahrscheinlichkeiten für einzelne Vorgänge abgebildet werden können.

## PERT und CPM
PERT ähnelt stark der fast zur selben Zeit entwickelten Methode des kritischen Pfades (critical path method, CPM), benutzt jedoch statt der häufigsten Dauer die erwartete mittlere Dauer von Vorgängen als Basis für die Berechnung in der Netzplanung. CPM wird für standardisierbare Projekte eingesetzt, deren Vorgänge aus Erfahrungen in anderen Projekten weitgehend bekannt sind und für die vergleichsweise wenig Unsicherheit bezüglich der Zeitschätzung besteht. PERT wird bei Projekten mit hoher Unsicherheit und geringer Erfahrung angewandt.

## Besonderheit von PERT
Die Zeit, in der ein Vorgang durchgeführt werden kann, wird bei PERT nicht als skalare Größe geschätzt. Vielmehr wird von einer Wahrscheinlichkeitsverteilung ausgegangen. Dabei legt PERT die Beta-Verteilung zu Grunde, die sich für diesen Zweck in der Praxis bewährt hat. 
In der Regel werden für die Aufwandsschätzung eines Vorganges (sogenannte Dreizeitenschätzung) die minimale oder optimistisch geschätzte Dauer dmin, die häufigste (nach „bestem Wissen“ geschätzte) Dauer dnorm, und die maximale oder pessimistisch geschätzte Dauer dmax benötigt. Aus der Beta-Verteilung ergibt sich dann die für den Vorgang anzusetzende mittlere Dauer:
{\displaystyle d_{\text{mittel}}={\frac {d_{\text{min}}+4\cdot d_{\text{norm}}+d_{\text{max}}}{6}}}
Bei PERT ist es außerdem möglich, auch die Struktur „nicht eindeutig“ (stochastisch) anzugeben. Der Netzplan wird mit Hilfe von Entscheidungsknoten bewertet, wobei es folgende Knotentypen gibt: auf der Eingangsseite UND, ODER, EXKLUSIVES-ODER, auf der Ausgangsseite deterministisch und stochastisch.